# Успение Богородично (Лахна)
„Успение Богородично“ (на гръцки: Ιερός Ναός Κοιμήσεως της Θεοτόκου) е православна църква в сярското село Лахна (Лаханас), Егейска Македония, Гърция, енорийски храм на Сярската и Нигритска епархия на Вселенската патриаршия.

## История
Църквата е изградена в центъра на селото в 1952 година и е осветена от митрополит Константин Серски и Нигритски. В 1982 година е добавен притвор и храмът е изписан със стенописи. В 2010 година е създаден женски хор за византийска музика.